# Sztolnie Kowary
Sztolnie Kowary – podziemna trasa turystyczna o długości około 1200 m w nieczynnej kopalni rudy uranu (Kopalnia Liczyrzepa) w Kowarach (Zakłady Przemysłowe R-1), otwarta dla zwiedzających od 24 kwietnia 2000 roku.
Na trasie zwiedzania znajduje się 13 punktów dozymetrycznych stale monitorowanych przez Instytut Medycyny Pracy w Łodzi, dzięki czemu zwiedzanie jest bezpieczne.

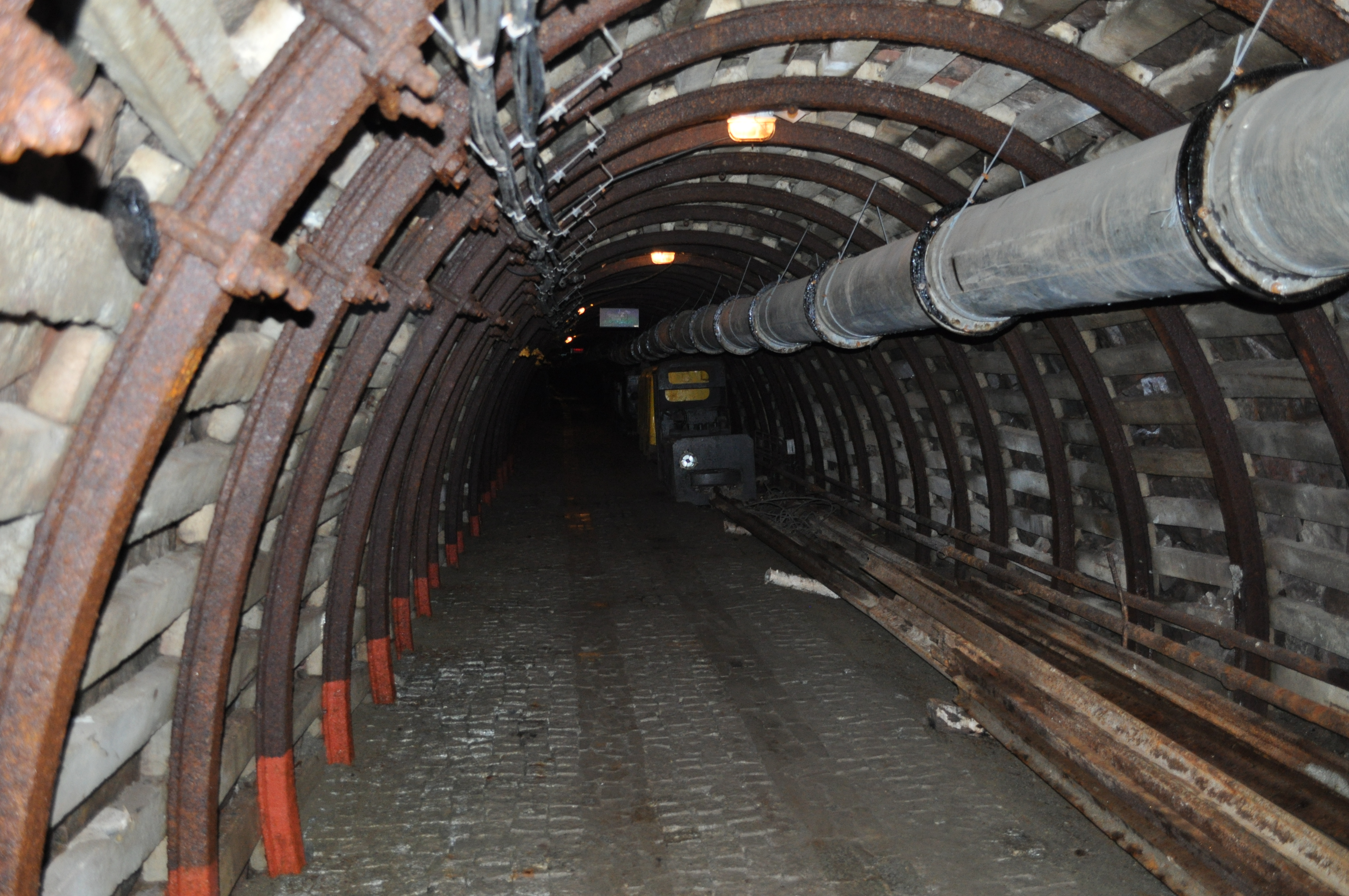
Jeden z tuneli w Sztolniach Kowary

Po  drugiej wojnie światowej rozpoczęto wydobywanie uranu, który następnie był wysyłany do ZSRR. Prace wydobywcze zakończono w 1973, od tego roku Politechnika Wrocławska prowadziła w kopalni badania i zajęcia dla studentów. Aktualnie znajduje się tam trasa turystyczna.